# Sociedad de Regatas de La Rochelle
La Sociedad de Regatas de La Rochelle (Société des Régates Rochelaises en idioma francés y oficialmente) es un club náutico situado en La Rochelle, Francia.

## Historia
Fundado en 1860, es uno de los clubes más antiguos de Francia.

## Copa América
Presentó desafío en la Copa América de 1987 con su equipo Challenge Kiss France

## Regatas
Organiza la Semana Olímpica Francesa de La Rochelle y la regata transatlántica La Rochelle-New Orleans. Fue la sede de la llegada de la etapa 8 y de la salida de la etapa 9 en la Whitbread Round the World Race 1997-98. También ha organizado el campeonato del mundo de la clase Snipe en 1987, el campeonato de Europa de la clase Finn en 2014 y el campeonato del mundo de la clase J/70 en 2015.  